# Castelo Coity

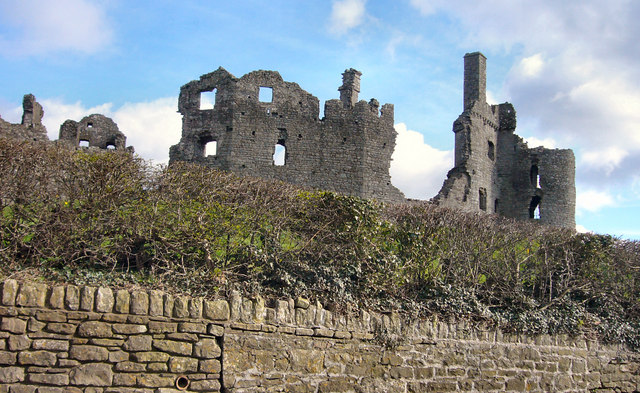
Castelo Coity, País de Gales.

O Castelo Coity (em língua inglesa Coity Castle) é um castelo atualmente em ruínas localizado em Coity Higher, Bridgend, País de Gales. 
Encontra-se classificado no Grau "I" do "listed building" desde 26 de julho de 1963.